# Särskilda operationsgruppen
Le Särskilda operationsgruppen (SOG, ou Groupe des Opérations Spéciales en français) est une unité  de forces spéciales au sein des forces armées suédoises. Sa garnison se trouve à la forteresse de Karlsborg, dans la province du Västergötland.

## Histoire
Le SOG a été créé en 2011 à la suite de la fusion du Särskilda skyddsgruppen (SSG, ou Groupe de Protection Spéciale en français) et du Särskilda inhämtningsgruppen (SIG, ou Groupe de Reconnaissance Spéciale en français). Cette fusion a eu lieu pour regrouper les organes de commandement et de soutien pour fournir un meilleur appui opérationnel.